# アウトワード作戦
アウトワード作戦は、第二次世界大戦中のイギリスの作戦に付与された名称である。この作戦は、無誘導飛行する気球によってドイツとその占領地域を攻撃するという内容のものであった。

## 概要
気球は簡易かつ低廉なガス気球に水素を充填したものを使用した。これらは1種、もしくは2種のタイプの搭載物を運んだ。高圧送電線をショートさせ、損傷を与えるよう企図して垂下されたスチール製ワイヤー、もしくは3つの発火装置である。発火装置は柔軟性のあるソックスに可燃物を充填した2.7kgの物体で、森林や草原地帯に火災を起こすよう企図されていた。
アウトワード作戦では総計99,142個の気球が放出された。53,343個が発火装置を運び、45,599個がスチール製ワイヤーを装備した。日本のよりよく知られている風船爆弾と比較し、アウトワード作戦の気球は原始的かつ粗末なものだった。これらはより短距離を飛びさえすればよく、高度調整にあたって、バラストを投下するか、浮揚ガスをベントするという単純な構造のみを装備した。そのため日本の風船爆弾の12,000mに比べこの気球は4,900mとより低高度を浮遊した。こうしたことは、気球を量産用の単純なものとし、またそれぞれのコストがたった35シリング（インフレーションを修正すれば71ユーロ）となることを意味した。

## 開発経緯
1937年、イギリスでは阻塞気球が事故により漂流した際に起こり得る懸念に応じ、気球に取り付けられたワイヤーが送電線に当たって引き起こされる損害の研究が行われた。爆弾を運ぶために気球を使うアイデアは、1939年から1940年の冬に提案された。気球はフランスから放出されて送信機を運び、気球の位置測定は電波の三角測量によって行われた。気球が価値ある目標上空を漂流した際、爆弾は電波操縦で投下される。このアイデアはナチス・ドイツのフランス侵攻で連合軍が敗北した後、放出可能な基地がイギリスの支配の外に置かれたことから不要のものとなった。
1940年9月17日から18日の夜、強風がイギリスのいくつかの阻塞気球を破壊して漂流させ、北海を横断してこれらを運び去った。これらはスウェーデンとデンマークで送電線に損害を与え、鉄道を途絶させたほか、スウェーデンのインターナショナル・ラジオ局のためのアンテナが打ち倒された。これは1937年の報告書の調査結果を支持するものだった。5つの阻塞気球はフィンランドに達したことが報告された。損害と混乱に関する報告書は1940年9月23日にイギリスの戦時内閣に届けられた。そこでウィンストン・チャーチルは、ドイツに対する兵器として、無誘導飛行気球の使用が検討されるべきであると指示した。
航空省では当初、否定的な報告書を作成した。理由は、航空機生産省がおそらくこの気球は無効な兵器であり、また資源を過大に使うことになると考えていたためである。しかしながら、海軍本部ではこのアイデアをより大きな熱意で取り上げた。彼らは、気球には低コストかつイギリス軍兵員を危地に置く必要がない、という長所があると結論した。ドイツの送電網の設計は、ショートに対して脆弱なものとなっていた。またドイツのマツの森林と草原からなる広汎な地域は、田園地帯を手当たり次第な放火攻撃から弱いものにしており、多数のドイツ人たちが火災監視の仕事を強制され、より生産的な戦時活動から移される可能性があった。さらにまた、高度4,900m以上の風は西から東へと吹く傾向があり、ドイツ側が同様の気球で報復することをより難しいものとした。

## 設計
これらの気球は誘導操縦を受けず、時限信管のみが使用された。各気球は直径約2.4mで、単純な時限式装置および調節機構を携行した。二重隔壁の缶の内部には鉱物オイルが充填され、外側の収容部には一巻きの麻コードとピアノ線が収容された。使用される際に緩燃式の信管が点火され、ドイツの支配領域上空に達する推定時間にまで調整された。離陸した気球は上昇し、気球内部のコードが張り詰めるサイズまで膨張した。多少のガスを放出し、高度7620mを超えて高度が上昇し続けるのを抑えた。気球は緩い降下を始め、数時間後、信管が曳航ワイヤーを固定しているコードを焼き切った。搭載物は、気球本体と一端が接続している約200m長の軽量な麻コード、およびもう一つの端部に約90m長の鋼製ワイヤーが結ばれており、これらにより構成されていた。気球からほどかれて垂下した有効高度は約300mとなった。また鉱物オイルの容器のストッパーも解除され、オイルはゆっくりと外へ滴り、気球の荷重を軽くした。これは高度を維持する際の補助となった。
計画は、田園地帯を横断するワイヤーが幾kmにもわたって曳かれていくというもので、最後には高圧送電線と遭遇した。そこで段から段へのショートが起こり得た。試験中には、4m長の電弧がピアノ線により生じた。このアークは、送電線の防護装置が作動する前に、しばらくの間炎上した。送電線のブレーカー自体が損傷するという充分な可能性があり、また送電線のコンダクターはアークによって炎上するかもしれず、送電線を壊す原因となり、また修理を必要とさせた。ドイツ側の、攻撃から送電網を防護する努力は失敗に終わった。新型の送電線コンダクター・クランプ、また異なる種類の過電流防護装置の装備などはいずれも無効果だった。
アウトワード作戦では半数弱の気球がワイヤーを装備した。残余は焼夷弾を搭載し、森林に火災を起こすよう企図した。

## 投入
航空省の反対者と、海軍本部の支持者との間で長く続いた官僚的な争いの後、1941年9月にイギリスの参謀長会議は開始の命令を与え、サフォーク州のフェリックストウ近郊にあるランドガード・フォートに発射基地が設立された。最初の発射は1942年3月20日に行われた。数日後、イギリスではベルリン近郊および東プロイセンのティルジットで森林火災が発生した報告を受け取った。
ドイツ空軍通信網の傍受により、ドイツ軍の戦闘機が気球を撃墜しようと試みていることがすぐに示された。これはイギリス側を勇気づけ、ドイツ防空の妨害の価値だけでもアウトワード作戦が正当なものであると感じさせた。ドイツ側の、気球を撃破するために要する燃料や航空機の整備と消耗に関するコストは、イギリス側が気球を生産するそれよりも高かった。
7月、第二の発射基地がドーバー付近のオールドステアーズ湾に設立された。1942年7月12日、ワイヤーを曳いた気球がライプツィヒ近郊に置かれた110,000ボルトの高圧送電線を直撃した。ベーレン送電所の遮断器が遮断に失敗し、火災を生じて送電所を破壊した。これがアウトワード作戦の最大の成功となった。1942年8月、発射数は一日に1,000発に達した。人員はWRNS、英国海軍婦人部隊から採用され、140名以上の女性がドイツに対する気球作戦に働いた。
気球の発射は繰り返されたが、ドイツへの大規模空襲に際し、気球が連合軍の爆撃機に損害を与える懸念からしばしば発射が中止された。また、気球は中立国で損害を引き起こし続けた。1944年の1月19日から20日の夜間、アウトワード作戦の気球が鉄道の電気照明を使いものにならなくした後、スウェーデンのラホルム近郊において2つの列車が衝突事故を起こした。
ノルマンディー上陸作戦の開始日が近づくまでに、気球の発射はより散発的になった。最後の気球は1944年9月4日に発射された。